# 이고르 스트라빈스키
이고르 표도로비치 스트라빈스키(러시아어: Игорь Фёдорович Стравинский, 1882년 6월 17일 ~ 1971년 4월 6일)는 러시아 제국 출신 미국의 작곡가이다.
러시아 페테르부르크에서 태어난 스트라빈스키는 페테르부르크 대학교에서 법률을 배우다가, 1903년 독일에서 니콜라이 림스키코르사코프를 만난 후 음악에 뜻을 두고, 그에게서 작곡 개인지도를 받았다.
1908년 관현악곡 《불꽃》으로 러시아 발레단의 디아길레프에게 인정을 받고, 그의 의뢰로 발레곡 《불새》(1910), 《페트루시카》(1911)를 작곡하여 성공을 거둠으로써 작곡가로서의 지위를 확립하였다. 1913년 발표한 《봄의 제전》으로 파리악단에서 찬반 양론의 소동이 일어났으며, 이 곡으로 당시 전위파 기수의 한 사람으로 주목받게 되었고, 그의 대표작이 되었다.
러시아 혁명으로 조국을 떠난 그는 제1차 세계 대전 후 신고전주의 작품으로 전환하였는데, 이 시기의 작품으로 《풀치넬라》(1920)가 있다. 그리고 고전 시대와 바로크 시대 음악의 정신을 부흥시키려고 한 음악풍조는 제1·2차 세계대전 사이에서 유럽 음악의 주류를 이루었는데 그는 이 시기의 풍조에 선도적 역할을 하였다.
1934년 프랑스에 귀화했다가 제2차 세계 대전이 발발하자 1945년 미국으로 망명, 귀화하여, 한때의 침체기를 거쳐 《3악장의 교향곡》(1945)과 《미사》(1948) 등으로 재기, 다시 제2의 전기(轉機)를 맞이하였다. 그리고 말년에는 종교음악에 관심을 두어 《설교, 설화 및 기도》(1961), 칸타타 《아브라함과 이삭》(1963), 합창곡 《케네디의 추억을 위하여》(1965) 등의 작품을 남겼다.

## 생애
스트라빈스키는 1882년 6월 17일 상트페테르부르크에서 서쪽으로 25마일 떨어진 핀란드만 남부 해안에서 태어났다.  그의 아버지 표도르 이그나티에비치 스트라빈스키(1843-1902)는 키예프 오페라와 상트페테르부르크의 마린스키 극장에서 베이스 오페라 가수로 활동했으며 그의 어머니 안나 키릴로브나 스트라빈스카야(1854-1939)는 키예프 태생인 그는 키예프 재산부의 고위 관리의 네 딸 중 하나였다. 이고르는 네 아들 중 셋째였다.
1882년 8월 10일 스트라빈스키는 상트페테르부르크의 니콜스키 대성당에서 세례를 받았다. 스트라빈스키는 학교 교육에 대한 전반적인 혐오감을 표현하고 외로운 학생이었던 것을 회상했다.
스트라빈스키의 음악에 대한 열정과 능력에도 불구하고 그의 부모는 그가 법학을 공부하기를 기대했고 그는 처음에 이 주제를 택했다. 1901년 상트페테르부르크 대학교에 입학하여 형법과 법철학을 공부했지만 강의 참석은 선택 사항이었고 4년 동안 공부한 시간이 50개 미만인 것으로 추산했다. 1902년 스트라빈스키는 상트페테르부르크 대학교의 동료 학생이자 니콜라이 림스키-코르사코프의 막내아들인 블라디미르를 만났다. 당시 림스키-코르사코프는 틀림없이 러시아를 대표하는 작곡가였으며 상트페테르부르크 음악원 교수였다. 스트라빈스키는 블라디미르의 아버지를 만나 그의 음악적 열망에 대해 이야기하기를 원했다. 그는 1902년 여름을 독일 하이델베르크에서 림스키-코르사코프와 그의 가족과 함께 보냈다. 림스키-코르사코프는 스트라빈스키에게 상트페테르부르크 음악원에 입학하지 말고 이론으로 개인 교습을 계속해야 한다고 제안했다.
1902년 아버지가 암으로 사망할 무렵 스트라빈스키는 법보다 음악을 공부하는 데 더 많은 시간을 보내고 있었다.  정규직으로 음악을 하기로 한 그의 결정은 1905년 피의 일요일 이후 두 달 동안 대학이 문을 닫았을 때 도움이 되었고, 이로 인해 최종 법률 시험을 치르지 못했다. 1906년 4월 이후 스트라빈스키는 음악에 집중했다.  1905년에 그는 일주일에 두 번 림스키-코르사코프와 함께 공부하기 시작했고 그를 제2의 아버지로 여기게 되었다. 이 수업은 1908년 림스키-코르사코프가 사망할 때까지 계속되었다.
1905년 8월 스트라빈스키는 사촌누나 카테리나 가브릴로브나 노센코(1880~,  Yekaterina Gavrilovna Nosenko)와 약혼했다. 정교회의 사촌간 결혼 반대에도 불구하고 두 사람은 1906년 1월 23일에 결혼했다.
세르게이 댜길레프는 1910년 시즌을 위해 파리에서 러시아 오페라와 발레를 혼합한 무대를 선보이고 싶었다. 그 중 하나는 러시아 동화 '불새'를 기반으로 한 신선한 재능의 새로운 발레였다. 리야도프가 악보를 작곡하는 임무를 받은 후, 그는 그것을 완성하는 데 약 1년이 필요하다고 알렸다.  그리고 나서 댜길레프는 28세의 스트라빈스키에게 이전 시즌 동안 그를 위해 만족스러운 오케스트레이션을 짧은 시간 안에 제공했고 전체 악보를 작곡하는 데 동의했다. 50분 길이의 《불새》는 1911년, 1919년 및 1945년 콘서트 공연을 위해 스트라빈스키에 의해 수정되었다.
《불새》는 1910년 6월 25일 오페라 드 파리에서 초연되어 광범위한 비평가들의 찬사를 받았고 스트라빈스키는 하룻밤 사이에 센세이션을 일으켰다.  9월에 그들은 스위스로 이사했고 그곳에서 둘째 아들이 태어났다. 가족은 1914년까지 여름은 러시아에서, 겨울은 스위스에서 보내기로 했다.  댜길레프는 스트라빈스키에게 1911년 파리 시즌을 위한 두 번째 발레 작품을 의뢰했다. 그 결과는 러시아 민화에 기반을 둔 《페트루시카》로, 다른 발레리나와 사랑에 빠지는 꼭두각시 인형이 등장한다.
비평가, 동료 작곡가, 콘서트 관객들 사이에서 센세이션을 일으킨 것은 스트라빈스키의 디아길레프를 위한 세 번째 발레, 《봄의 제전》이었다. 이 프로덕션은 봄의 도래를 축하하는 일련의 원시적 의식을 특징으로 한다. 스트라빈스키의 악보는 음조, 박자, 리듬, 강세 및 불협화음에 대한 실험을 포함하여 당대의 많은 참신한 특징을 포함하고 있다. 1913년 5월 29일 샹젤리제 극장에서 초연되었을 때 소란이 일어났다.
1915년 6월, 그와 그의 가족은 모르 주로 이사했다. 가족은 1920년까지 세 곳의 다른 주소에서 살았다.  1915년 12월, 스트라빈스키는 적십자를 돕기 위해 《불새》를 포함한 두 번의 콘서트를 계기로 지휘자로서 데뷔했다. 전쟁과 뒤이은 1917년 러시아 혁명으로 인해 스트라빈스키는 고국으로 돌아갈 수 없었다.
스트라빈스키는 1910년대 후반에 러시아(및 그 계승자인 소련)가 베른 협약을 준수하지 않아 재정적으로 어려움을 겪기 시작했으며, 따라서 스트라빈스키가 발레 뤼스에서 그의 작품 공연에 대한 로열티를 징수하는 데 문제가 발생했다.
1920년 5월 15일 파리에서 발레 뤼스(Ballets Russes)의 《풀치넬라》 초연 이후 스트라빈스키는 스위스로 돌아왔다.
스트라빈스키는 1921년 2월 파리에서 베라 드 보셋(Vera de Bosset)을 만났다.  두 사람은 바람을 피우기 시작하였다.
파리에서 말년에 스트라빈스키는 미국의 주요 인사들과 전문적인 관계를 발전시켰다. 그는 이미 시카고 심포니 오케스트라를 위해 자신의 교향곡을 작업하고 있었고 그는 Charles Eliot Norton 시의 의장을 수락하는 데 동의했다. 하버드 대학교에서 1939-1940년 사이에 박사 학위를 취득하고 그곳에 있는 동안 권위 있는 음악에 관한 6개의 강의를 진행했다.
스트라빈스키는 1939년 9월 30일 뉴욕에 도착하여 하버드에서의 약속을 이행하기 위해 매사추세츠주 케임브리지로 향했다. 베라는 1940년 1월에 도착했고 3월 9일 매사추세츠 주 베드포드에서 결혼했다. 일정 기간의 여행 후, 두 사람은 1941년부터 할리우드에 정착하기 전에 캘리포니아 비벌리 힐스에 있는 집으로 이사했다. 스트라빈스키는 따뜻한 캘리포니아 기후가 자신의 건강에 도움이 될 것이라고 생각했다.
1962년 1월 워싱턴 DC에서 순회 공연을 하는 동안 스트라빈스키는 케네디 대통령의 80번째 생일을 기념하여 백악관에서 만찬에 참석하여 세계적 음악가로서 특별 메달을 받았다. 1962년 9월 스트라빈스키는 1914년 이후 처음으로 러시아로 돌아와 소련 작곡가 연합의 초청을 받아 모스크바와 레닌그라드에서 6번의 공연을 펼쳤다. 3주 간의 방문 기간 동안 그는 소비에트 수상 니키타 흐루쇼프와 드미트리 쇼스타코비치, 아람 하차투리안을 포함한 몇몇 주요 소비에트 작곡가를 만났다. 스트라빈스키는 1962년 12월까지 거의 8개월 동안 계속해서 여행을 하면서 자신의 헐리우드 집으로 돌아오지 않았다. 1963년 존 F. 케네디가 암살된 후 스트라빈스키는 이듬해 《케네디를 위한 애가》를 완성했다. 2분짜리 작품을 작곡하는 데 이틀이 걸렸다.
1971년 3월 18일 스트라빈스키는 폐부종으로 레녹스 힐 병원으로 이송되어 열흘 동안 머물렀다. 3월 29일, 그는 920 5번가에 있는 새로 단장된 아파트로 이사했으며, 1939년 파리에 거주한 이후 첫 도시 아파트였다. 한동안 건강을 유지한 후 부종이 4월 4일에 돌아왔고 베라는 아파트에 의료 장비를 설치해야 한다고 주장했다. 그는 곧 먹고 마시는 것을 중단하고 4월 6일에 사망했다. 그는 세르게이 디아길레프의 무덤에서 몇 야드 떨어진 이탈리아 베니스의 산 미켈레 묘지 섬 러시아 구석에 묻혔다.

## 주요 작품

### 오페라/무대 음악
- 나이팅게일(1914)
- 여우(1916)
- 병사의 이야기(1918)
- 마브라(1922)
- 오이디푸스 왕(1927)
- 페르세포네(1933)
- 난봉꾼의 인생역정(1951)
- 홍수(1962)

### 발레
- 불새(1910; 19년과 45년에 개정)
- 페트루시카(1911; 47년에 개정)
- 봄의 제전(1913; 47년과 67년에 개정)
- 결혼 (1914~7, 19~23)
- 풀치넬라(1920)
- 아폴로(1928; 47년에 개정)
- 요정의 입맞춤(1928; 50년에 개정)
- 카드놀이(1936)
- 서커스 폴카(1942)
- 오르페우스(1947)
- 아곤(1957)

### 교향곡
- 교향곡 내림마장조 Op. 1(1907)
- 시편 교향곡(1930; 48년에 개정)
- 교향곡 다장조(1940)
- 3악장 교향곡(1945)

### 관현악곡
- 환상 스케르초 Op. 3(1908)
- 불꽃 Op. 4 (1908)
- 장송곡 Op. 5(1908)
- 나이팅게일의 노래(1917)
- 협주곡 내림 마장조 ‘덤바튼 오크스’(1938)

### 협주곡
- 피아노와 관악을 위한 협주곡(1923~4; 50년에 개정)
- 피아노 협주곡(1929, 49)
- 바이올린 협주곡 라조(1931)
- 피아노와 관현악을 위한 악장(1958, 9)

### 실내악
- 현악 4중주를 위한 3개의 소품(1914)
- 11개의 악기를 위한 래그타임(1917~8)
- 클라리넷을 위한 3개의 소품(1919)
- 소협주곡(현악 4중주)(1920)
- 관악 교향곡(1920; 47년에 개정)
- 관악 8중주(1923)
- 이중 협주곡(바이올린, 피아노)(1932)
- 에보니 협주곡(1945)
- 7중주(1953)
- 비명(碑銘)(플루트, 클라리넷, 하프)(1959)
- 이중 카논(현악 4중주)(1959)

### 피아노
- 피아노 소나타 올림 바단조(1904)
- 4개의 연습곡 Op. 7 (1908)
- 피아노 래그 음악(1919)
- 다섯 손가락(1921)
- 두 대의 피아노를 위한 협주곡(1935)
- 탱고(1940)
- 두 대의 피아노를 위한 소나타(1943)

### 합창
- 미사(1944~8)
- 칸타타(1951~2)
- 설교, 설화 및 기도(1961)
- 찬송 진혼곡(1966)

### 가곡
- 목신과 양치기 Op. 2(1907)
- 고양이 자장가(1916)
- 세 개의 이야기(1917)
- 4개의 러시아 민요(1918~9)
- 아브라함과 이삭(1963)
- 올빼미와 고양이(1966)

## 참고 자료
- 데이비드 나이스, 《스트라빈스키, 그 삶과 음악》(이석호 역, 포노, 2014). ISBN 978-89-93818-59-8